# Remicourt, Belgien
Remicourt är en kommun i Belgien.   Den ligger i provinsen Liège och regionen Vallonien, i den östra delen av landet, 70 km öster om huvudstaden Bryssel. Antalet invånare är 5 528.
Trakten runt Remicourt består till största delen av jordbruksmark. Runt Remicourt är det ganska tätbefolkat, med 239 invånare per kvadratkilometer.